# Санакулов, Кувондик Санакулович
Кувондик Санакулович Санакулов (род. 12 июня 1957, Пайарикский район, Самаркандская область, Узбекская ССР, СССР) — Генеральный директор Навоийского горно-металлургического комбината, Герой Узбекистана (2015). Заслуженный работник промышленности Республики Узбекистан (2009).

## Биография
Родился в 1957 году. Окончил Ташкентский политехнический институт, инженер-металлург, доктор технических наук.
- 1979 г. — работал на различных должностях в ПО «Узбекзолото», Государственном комитете Республики Узбекистан по драгоценным металлам.
- 1994—1997 гг. — ответственный работник Комплекса индустриального развития Кабинета Министров Республики Узбекистан.
- 1997—2007 гг. — хоким Галляаральского района, затем работал на руководящих должностях ОАО «Алмалыкский горно-металлургический комбинат».
- 2007—2008 гг. — заместитель Премьер-министра Республики Узбекистан.
- 2008 г. — н.в. — генеральный директор Государственного предприятия «Навоийский горно-металлургический комбинат».
- В апреле 2014 года назначен по совместительству ректором Навоийского государственного горного института.
- 2004—2009; 2009—2014; 2014 г. — н.в. — депутат Кенгаша народных депутатов Ташкентской и Навоийской областей; член Сената Олий Мажлиса Республики Узбекистан, назначенный Президентом Республики Узбекистан.

## Награды
- Орден «Дустлик» (2004)[2]
- Заслуженный работник промышленности Республики Узбекистан (2009)[3]
- Орден «Фидокорона хизматлари учун» (2011)
- Герой Узбекистана (2015)
- Также награжден памятными знаками «Ўзбекистон Республикаси мустакиллигига 5, 10, 15, 20 йил».